# Цебрій Михайло Петрович
Михайло Петрович Це́брій (нар. 6 серпня 1910, Одеса — пом. 8 серпня 1950, Ялта) — український радянський науковець в галузі селекції винограду, кандидат сільськогосподарських наук з 1937 року.

## Біографія
Народився 6 серпня 1910 року в місті Одесі. 1932 року закінчив Одеський сільськогосподарський інститут. Працював на адміністративній і науковій роботі. З 1939 по 1950 рік (з перервою) завідував відділом селекції Українського науково-дослідного інституту виноградарства та виноробства імені Василя Таїрова. Член ВКП(б) з 1941 року. Брав участь у німецько-радянській війні.
У 1950 році був призначений директором Всесоюзного науково-дослідного інституту виноробства і виноградарства «Магарач». Помер в Ялті 8 серпня 1950 року.

## Наукова діяльність
Основні наукові праці присвячені питанням розвитку виноградарства у Далекосхідному краї на основі використання дикого амурського винограду, розробці методики селекційного процесу. За участю вченого виведено нові сорти винограду: Таїровський, Сухоліманський, 40 років Жовтня, Одеський чорний, Одеський ранній. Автор понад 20 наукових праць, зокрема:
- Амурский виноград и его хозяйственное значение. — Вестник дальневосточного филиала АН СССР, 1938, № 28 (рос.);
- Виноградарство в Приморском крае в третьей пятилетке. — Виноделие и виноградарство СССР, 1940, № 6 (рос.);
- Выведение новых и улучшение существующих сортов винограда. — Одесса, 1950 (рос.).